# IRCAM

IRCAM. Fachada oeste do prédio (projeto de Renzo Piano).

IRCAM (Institut de Recherche et Coordination Acoustique/Musique; em português, Instituto de Pesquisa e Coordenação de Música e Acústica) é uma instituição francesa dedicada à pesquisa e à criação de música contemporânea criada pelo compositor Pierre Boulez a pedido de Georges Pompidou em 1969. 
A sede do instituto,  em Paris, foi inaugurada em 1977.

## História
Em 1972, o presidente da França, Georges Pompidou iniciou a construção de um complexo cultural constituído por quatro subdivisões: um museu de arte moderna, uma biblioteca de referência, um centro de design industrial e um centro de música e pesquisa acústica. O desenho de tal complexo cultural, denominado Centro Georges Pompidou, ficou a cargo dos arquitetos Renzo Piano (Itália) e Richard Rodger (Inglaterra). 
A convite de Georges Pompidou, Pierre Boulez foi nomeado em 1970 diretor da divisão de música e acústica do complexo cultural, denominada IRCAM. Entre 1973 e 1978 foram construídas, em um prédio subterrâneo de três andares, escritórios, estúdios de gravação, uma câmara anecóica e uma sala de concertos. Pierre Boulez deixou a direção do IRCAM em 1992, foi sucedido como diretor por Laurent Bayle e tornou-se diretor honorário da instituição. Atualmente o IRCAM é dirigido por Frank Madlener. A intituição possuía originalmente cinco departamentos:
- Informática, chefiada por Jean Risset
- Performance instrumental
- Música eletrônica, chefiada por Luciano Berio
- Pedagogia
- Direção, focada na coordenação entre os quatro departamentos [1]

## Estrutura
O prédio do IRCAM está localizado próximo ao Centro Georges Pompidou em Paris. Suas instalações são compostas por um prédio interligado à estruturas subterrâneas. Nos andares acima do nível do solo encontram-se a recepção, os escritórios, a mediateca e a direção da instituição. Nos andares subterrâneos encontram-se salas de aula, escritórios, inúmeros estúdios de gravação e salas de concerto.

### Departamentos
A partir de três áreas principais, pesquisa, composição artística e divulgação científica, o IRCAM desenvolve atividades que enfocam acústica de ambientes, análise de processos sônicos com modelagem matemática e gênese de composição musical. Outras linhas de pesquisas englobam interfaces gestuais, relação homem-máquina, homem-instrumento e produção de programas de computador e modelos de análises de composição musical com auxílio de computador . Mais de 150 pessoas, incluindo compositores, pesquisadores, engenheiros, performers e técnicos estão envolvidos em suas atividades. 
A instituição é dividida nos seguintes departamentos:
- Pesquisa e Desenvolvimento: Projetos de "síntese sonora" e "processamento", "sinais/símbolos" (gestual e ferramentas de composição), "espacialização", "escrita de tempo e interação" (sincronização e interação entre performer e computador, acompanhamento e sincronização de partituras, paradigmas computacionais para manipulação do tempo e interação, partitura interativas e improvisação), "indexação e mediação"(indexação de mídias, design sonoro)
- Criação e Difusão: Direção Artística e Departamento de Produção
- Promoção Educacional e Cultural: Palestras e encontros públicos, treinamento, programas escolares, colóquios e seminários, fórum de programas de computador
- Biblioteca multimídia: Mediateca
- Pesquisa Científica e Musical: Pesquisa de Música (grupos temáticos de compositores que pesquisam síntese de modelos físicos, gestual musical, espacialização, orquestração, ritmo e voz), grupo de pesquisa de tecnologia de artes performáticas, pesquisa documental, organização de eventos e produção editorial [3]